# Compagnie Hors Série
La Compagnie Hors Série, dirigée par Hamid Ben Mahi, est une compagnie de danse hip-hop fondée en 2000 dans la région bordelaise. Depuis sa création, elle propose un répertoire engagé, axé sur la question identitaire, vivant à mettre en question les codes de la danse hip hop en repoussant création après création les frontières de cette danse. Initiateur de laboratoires de recherches artistiques, son chorégraphe s'est ouvert à d'autres disciplines, donnant lieu dans ses pièces à l'utilisation de l’image et de la parole, et à des univers musicaux inattendus. Avec sa compagnie, ils œuvrent à faire reconnaitre la danse hip hop comme une danse d’auteur qui devra s’inscrire au répertoire de la Danse.

## Historique de la compagnie

### Hamid Ben Mahi
Après des études chorégraphiques au CNR de Bordeaux où il a été médaillé d’or en Modern Jazz, à l’école supérieure de danse classique Rosella Hightower à Cannes et au sein de l’école d’Alvin Ailey à New York (USA), Hamid BEN MAHI dessine son destin de chorégraphe et développe son interprétation aux côtés d’artistes comme Philippe Découflé, Michel Schweizer ou encore Kader Attou.
En 2000, il crée la compagnie HORS SÉRIE et entreprend une recherche où il questionne l’identité du danseur hip-hop, son histoire, son vécu et sa volonté d’être sur scène.
Le chorégraphe construit ses pièces comme un cri, comme une urgence de dire et de mettre en lumière les histoires d’hommes et de femmes qui évoluent sur l’espace scénique.
Chacune de ses créations est une étape nouvelle vers cette quête d’une vérité intime, qui vise à pousser le corps dans ses retranchements, et à faire tomber les barrières pour qu’apparaissent l’authenticité et la sincérité des danseurs. La relation avec le public y est omniprésente.
Son travail sur le mouvement et le texte, qui alimente sa formation et ses créations, l’entraîne à privilégier une réflexion sur le sens de la danse et de la prise de parole sur un plateau.
Toujours dans le souhait de faire disparaître les cloisons, les frontières et de faire taire les clichés, il crée régulièrement des passerelles artistiques à l’occasion de performances, dans l’idée de faire émerger derrière chaque rencontre improbable, une nouvelle aventure artistique.
En 2013, Hamid Ben Mahi est choisi comme directeur artistique pour le dixième anniversaire du festival des arts de la scène de Bordeaux NOVART. Pour cela, il imagine un fil rouge qui donnera une couleur singulière à cette dixième édition : Les rencontres improbables.
Hamid Ben Mahi a été, durant 3 années, artiste en résidence au Théâtre Louis Aragon, scène conventionnée danse dans le cadre du dispositif « Tremblay, territoire(s) de la danse » et à la M270, Maison des Savoirs Partagés sur la commune de Floirac.
Il a également été artiste en partage au Centre Chorégraphique National (CCN) de la Rochelle / Poitou-Charentes, Kader Attou / Cie Accrorap, Il est régulièrement soutenu par différents centres chorégraphiques nationaux dans le cadre du dispositif « accueil studio », des scènes conventionnées danse et de nombreux lieux de diffusion et de création nationaux et internationaux sensibles à sa démarche artistique.

### La compagnie
Installée depuis plus de dix ans dans la région bordelaise, la compagnie HORS SÉRIE, fondée et dirigée par le chorégraphe / danseur bordelais Hamid Ben Mahi, développe une recherche visant à mettre en question la danse hip hop en repoussant création après création les frontières de cette danse.
Il a su se confronter à d’autres disciplines artistiques, bousculer les codes de la danse contemporaine visant à inscrire sa démarche artistique dans l’histoire de la danse.
En prenant la parole pour dénoncer la ségrégation (CHRONIC(S), SEKEL, FAUT QU’ON PARLE !), les conditions des sans papiers en Europe (LA GÉOGRAPHIE DU DANGER d’Hamid Skif), l’histoire Franco-Algérienne (BEAUTIFUL DJAZAÎR) et en proposant des chorégraphies hybrides qui mêlent le hip hop et la danse contemporaine (ON N’OUBLIE PAS, APACHE, LA HOGRA, IMMERSTADJE), questionnant sur l’identité (YELLEL, CHRONIC(S) 2, ROYAUME), Hamid Ben Mahi n’a de cesse de réinterroger la danse et notre actualité.
Hamid Ben Mahi crée un métissage des danses pour générer une gestuelle, une chorégraphie qui lui est propre. De la « Danse d’auteur » diront certains.
Après une quinzaine de créations, de nombreuses tournées nationales et internationales (Tournée au Moyen-Orient en 2004, Tournée en Afrique de l’Ouest en 2005, Brésil en 2006...) notamment européennes (le Printemps français en Lettonie en 2007, Hebbel Am Ufer à Berlin, Stuttgart, Francfort en Allemagne en 2007, le Theater der Jugend Wien à Vienne en Autriche, le Kiasma Theater à Helsinki en Finlande, le Centre culturel français à Bucarest en Roumanie, une tournée d’un mois en Suède en 2010, Feria International de Theatro y Danza de Huesca en Espagne, Festival International de la littérature et du livre Jeunesse à Alger...), la compagnie HORS SÉRIE contribue au rayonnement de la création artistique française à l’étranger.
La compagnie diffuse aujourd’hui deux pièces de son répertoire (I-3 • ÊTRE HABITANT, ROYAUME, CHRONIC(S) 2, YELLEL et LA GEOGRAPHIE DU DANGER). Riche de ses équipes administratives, techniques et artistiques, elle s’attache à faire reconnaitre la danse hip hop comme une danse d’auteur qui devra s’inscrire au répertoire de la Danse.
Dans un souci constant de dialogue avec les publics et de transmission de la danse, la compagnie HORS SÉRIE diffuse son répertoire et l’accompagne d’actions : laboratoires, rencontres d’artistes, performances, ateliers et stages.

## Principales chorégraphies
Les treize spectacles aujourd’hui au répertoire de la compagnie :
- 2001 : Édition spéciale - création à la Maline - Île de Ré
- 2002 : Chronic(s) collaboration avec Michel Schweizer - création au Cuvier de Feydeau - Artigues-près-Bordeaux
- 2004 : Sekel - création au festival Le Temps d'Aimer - Biarritz
- 2005 : Existe, Existe - création pour le ballet de Lorraine - au festival de danse de Cannes
- 2006 : Faut qu'on parle ! - Collaboration avec le metteur en scène Guy Alloucherie  création au Festival d'Avignon
- 2007 : On n'oublie pas - création au Festival Montpellier Danse
- 2010 : La Géographie Du Danger - création au CCN de la Rochelle
- 2011 : Beautiful Djazaïr en collaboration avec la compagnie Mémoires Vives - création au Théâtre de la Palène - Rouillac
- 2013 : Apache - création au Théâtre Louis Aragon – scène conventionnée pour la danse de Tremblay-en-France.
- 2014: La Hogra - création au TnBA Théâtre National de Bordeaux Aquitaine
- 2015 : Toyi Toyi - création au Cuvier - CDC d'Aquitaine à Artigues-près-Bordeaux
- 2017 : Immerstadje - création au CCN de La Rochelle
- 2019 : Yellel - création au CCN de La Rochelle
- 2020 : Chronic(s) 2 - avant-première présentée en live sur les réseaux sociaux depuis La Méca - Bordeaux
- 2022 : Royaume - création à la Manufacture CDCN - Bordeaux
- 2023 : I-3 • être habitant - création de la version extérieure jour dans le cadre de la Biennale d'Architecture de Chicago
- 2024 : I-3 • être habitant - création de la version extérieure nuit à Fest'Arts
- 2024 : I-3 • être habitant - création de la version plateau à Espaces Pluriels - Scène conventionnée Art et création – Danse de Pau